# 金文雅
《金文雅》，金朝詩文集，清代莊仲方編，共16卷。
莊仲方編輯《金文雅》，內容有賦、五言古詩、七言古詩、詔令、冊文、奏疏、表、书、箴、铭、颂、赞、庙碑、上梁文、记、序引、议、论、原、祭文、哀辞、墓碑等27类，用意在“存一代之文獻”，作者有80人。